# Robert Thibault
Pour les articles homonymes, voir Thibault.
Robert Thibault, né le 29 septembre 1959 à Digby (Nouvelle-Écosse), est un homme politique canadien. 

## Biographie
Il est député à la Chambre des communes du Canada pour la circonscription néo-écossaise de Nova-Ouest sous la bannière du Parti libéral du Canada, entre 2000 et 2008.